# My First Album
My First Album (Meu primeiro álbum; em português) é o álbum de estreia da drag queen, cantora e atriz, Divine. Foi lançado em meados de 1982 com seis faixas, obtendo como sucesso principal, o single "Shoot Your Shot".

## Faixas
| Edição padrão  |                              |         |  |
| N.º            | Título                       | Duração |  |
| 1.             | "Shoot Your Shot"            | 6:24    |  |
| 2.             | "Jungle Jezebel"             | 4:42    |  |
| 3.             | "Native Love"                | 3:56    |  |
| 4.             | "Kick Your Butt"             | 5:22    |  |
| 5.             | "Alphabet Rap"               | 6:32    |  |
| 6.             | "Native Love (Instrumental)" | 8:10    |  |
| Duração total: | Duração total:               | 34:26   |  |